# Paul Uhlenbruck

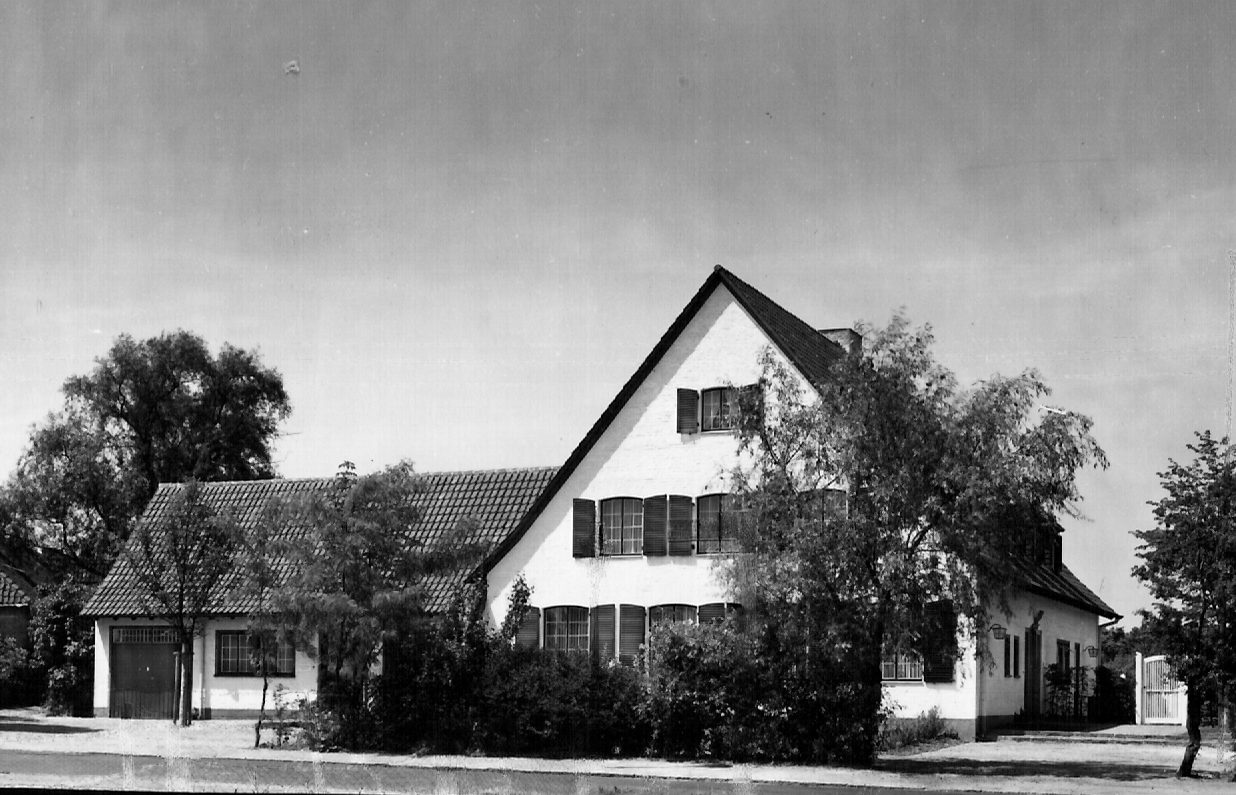
Das durch Heinrich Bartmann 1936 erbaute Wohnhaus Uhlenbruck in Köln

Paul Otto Uhlenbruck (* 21. Mai 1897 in Oberhausen; † 18. Oktober 1969 in Köln) war ein deutscher Internist.

## Leben

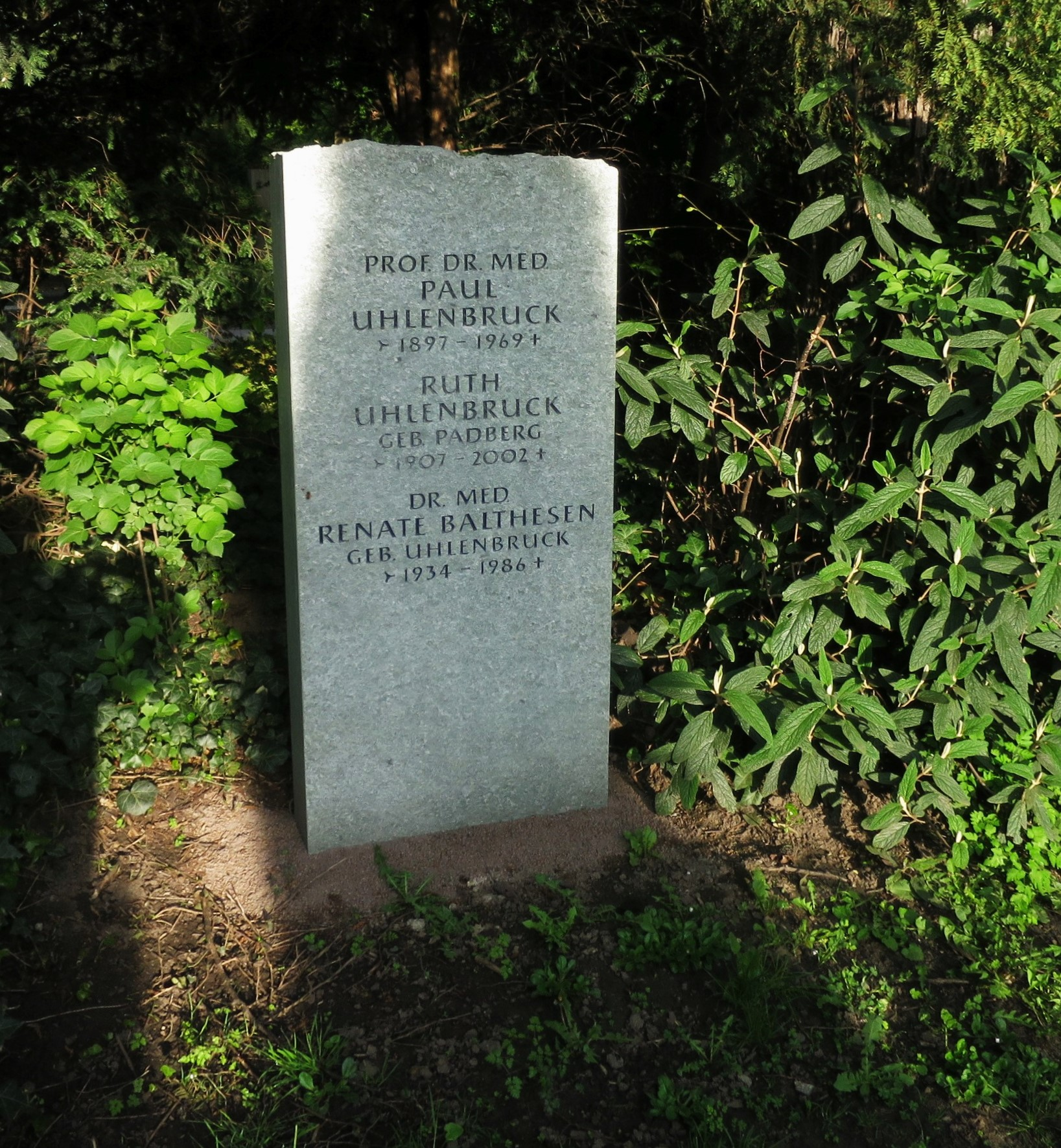
Grabstätte Uhlenbruck

Paul Uhlenbruck, Sohn eines Arztes, nahm am Ersten Weltkrieg teil und studierte anschließend Medizin an den Universitäten Münster, München und Köln. 1922 wurde er in Köln mit einer Dissertation über die Entstehung der Herzklappenfehler promoviert. Nach Tätigkeit als praktischer Arzt arbeitete er 1923/24 als Assistent am Physiologischen Institut der Universität Würzburg und 1924 am Chemischen Institut der Universität Berlin. 1924/25 unterstützte ihn die Rockefeller Foundation mit einem Stipendium. 1927 wurde Uhlenbruck an der Universität Köln mit einer Schrift über die Cheyne-Stokes-Atmung für Innere Medizin habilitiert und 1928 zum Oberarzt an der Medizinischen Universitätsklinik ernannt. Ab 1934 las er als außerordentlicher Professor über Innere Medizin und Medizingeschichte. 1948 wurde er Leiter der Internen Abteilung des Kölner St.-Vinzenz-Krankenhauses.
1928 heirateten Uhlenbruck und Ruth Padberg in Solingen. Er verstarb im Alter von 72 Jahren im St.-Vinzenz-Krankenhaus. Die Familiengrabstätte befindet sich auf dem Kölner Friedhof Melaten.
Der Immunologe und Aphoristiker Gerhard Uhlenbruck (1929–2023) und der Jurist und Autor Wilhelm Uhlenbruck (1930–2023) sind seine Söhne.

## Schriften (Auswahl)
- Über die Ätiologie der Herzklappenfehler. Ungedruckte Dissertation, Universität Köln, 28. Juli 1922. Zusammenfassung in: Gesammelte Auszüge der Dissertationen an der Medizinischen Fakultät Köln. 1921/22 (1922), S. 53.
- Das Cheyne-Stokessche Atmen. In: Zeitschrift für die gesamte experimentelle Medizin. Bd. 59 (Dezember 1928), S. 656–708, doi:10.1007/BF02608903 (Habilitationsschrift, Universität Köln, 1927).
- Die Herzkrankheiten im Röntgenbild und Elektrokardiogramm. Barth, Leipzig 1936; 2., wesentlich erweiterte Auflage: Die Herzkrankheiten: Klinik, Röntgenbild und Elektrokardiogramm. 1939; 3., wesentlich erweiterte Auflage 1943; 4., wesentlich erweiterte Auflage 1949; 5., wesentlich erweiterte Auflage: Klinik der Herz- und Gefäßkrankheiten. 1960.
- Die Klinik der Coronarerkrankungen. Springer, Berlin 1940, doi:10.1007/978-3-642-91327-3.
- Über den sogenannten Myocardschaden. Pick, Köln 1949.
- Das menschliche Herz (= Berckers Kleine Volksbibliothek. Bd. 1003). Butzon & Bercker, Kevelaer 1949.
- als Herausgeber: Praxis der Herz- und Kreislauferkrankungen. Lehmann, München 1964.